# 川越病院
一般財団法人川越病院（いっぱんざいだんほうじん かわごえびょういん）は京都府京都市左京区にある私立精神科病院である。設置者は財団法人川越病院。日本初の公立精神科病院「京都府療病院付属癲狂院」の流れをくむ。

## 診療科目
- 精神科
- 内科
- 循環器科
- 神経科

## 沿革
- 1875年7月：京都市左京区南禅寺境内に府立癲狂院設置
- 1882年10月：府立癲狂院廃止、継承する施設として左京区永観堂境内に私立京都癲狂院開設
- 1913年10月：現在地に移転、川越病院に改称
- 1919年10月：京都府代用精神病院に指定
- 1951年7月：財団法人認可[1]
- 2018年 7月:京都市より認知症初期集中支援事業（左京区）を受託[2]
- 2025年 7月:西村伊三男　院長に就任 [2]

## 交通アクセス
- 叡山電鉄叡山本線・京阪鴨東線出町柳駅より京都市営バス17系統・203系統で浄土寺バス停下車、徒歩約3分。
  - 浄土寺バス停へは京都駅などからもアクセス可能。